# Torneo de Zagreb 2011
El PBZ Zagreb Indoors (Torneo de Zagreb) fue un evento de tenis ATP World Tour de la serie 250, se disputó en Zagreb, Croacia entre el 30 de enero al 6 de febrero.

## Campeones
- Individuales masculinos:  Ivan Dodig derrota a  Michael Berrer por 6-3 y 6-4.

- Dobles masculinos:  Horia Tecau /  Dick Norman derrotan a  Marc López /  Marcel Granollers por 6–3, 6–4